# Jean-Philippe Iracane
Jean-Philippe Iracane, né en 1967, est un bassoniste, professeur de basson et directeur artistique marseillais.

## Biographie
Bassoniste marseillais établi à Lausanne, Jean-Philippe Iracane est notamment le cofondateur de l'Ensemble baroque du Léman. Il apprend le basson au Conservatoire de sa ville natale, auprès de Philippe Lequerrec, où il obtient une médaille d'or pour le système français et allemand. Il étudie ensuite au Conservatoire de Turin, dans la classe de Vincenzo Menghini. En 1993, il arrive à Lausanne dans la classe de Kim Walker, où il obtient sa virtuosité en 1994. À Lausanne, il étudie également auprès de Dagmar Eise. Désireux de spécialiser sa formation et d'affiner son répertoire, il étudie encore le basson baroque au sein du Centre de musique ancienne de Genève, auprès de Lorenzo Alpert, et obtient un diplôme avec mention très bien en 2002. Il continue à se former sur les bassons anciens avec le même professeur, et obtient en 2006 un certificat de dulciane avec mention très bien.
Musicien sensible à l'évolution de la musique à travers les époques, Jean-Philippe Iracane joue dans des ensembles de musique baroque comme la Freitags Akademie, l'ensemble Ad Fontes, le Capriccio Basel, l'Orchestre de chambre de Bâle, le Concerto poetico et Gli Angeli, Ensemble Cantatio, Capella Mediterranea. Il exerce également ses talents à l'étranger, puisqu'il joue avec l'ensemble de l'Hostel Dieu, les Talents Lyriques, l'Opéra Fuoco, Les Goûts Réunis et Concerto Köln. Il a enfin participé à l'Orchestre de rencontres européennes et l’Orchestre symphonique de Neuchâtel en tant que basson solo. Il enseigne le basson en Suisse romande, à l’Ecole de musique de Cossonay, Ecole de musique de Pully La Saltarelle et au Conservatoire du Nord Vaudois à Yverdon-les-Bains 
Sa passion pour la musique baroque et la rencontre avec le chef de chœur Julien Laloux va conduire Jean-Philippe Iracane à créer, en 2001, l'Ensemble baroque du Léman, dont il est en 2013 à la fois directeur artistique et bassoniste.

## Sources
- « Jean-Philippe Iracane », sur la base de données des personnalités vaudoises sur la plateforme « Patrinum » de la Bibliothèque cantonale et universitaire de Lausanne.
- Scherrer, Antonin, "L'Ensemble Baroque du Léman", Revue musicale de Suisse romande, 2002/03, p 40-41
- Lathion, Jérôme, "Les Diablerets entre art choral et randonnées", 24 Heures, 2005/07/20.